# John Patrick Hopkins
Pour les articles homonymes, voir John Hopkins et Hopkins.
John Patrick Hopkins (né le 29 octobre 1858 à Buffalo dans l'État de New York - mort le 13 octobre 1918 à Chicago) est un homme politique américain, membre du Parti démocrate. Il est maire de Chicago de 1893 à 1895. John Patrick Hopkins est le premier maire de Chicago d'origine irlandaise et de confession catholique. Par la suite, la ville de Chicago verra à la tête de son administration de nombreux maires d'origine irlandaise.

## Biographie
Très jeune, John Patrick Hopkins trouve un emploi dans une fonderie. Il travaille ensuite dans une entreprise de silos à grains de Buffalo, dans l'État de New York. En 1879, il s'installe à Chicago avec sa mère et ses sœurs.
Il travaille quelque temps pour la Pullman Company, une compagnie spécialisée dans la construction de wagons de chemin de fer. De 1883 à 1885, il est chargé de la comptabilité de la compagnie Pullman.
En 1888, il fonde la Started the Arcade Trading Co., une salle des marchés indépendante des institutions financières, qui devient plus tard la Secord and Hopkins Company.

## Carrière politique

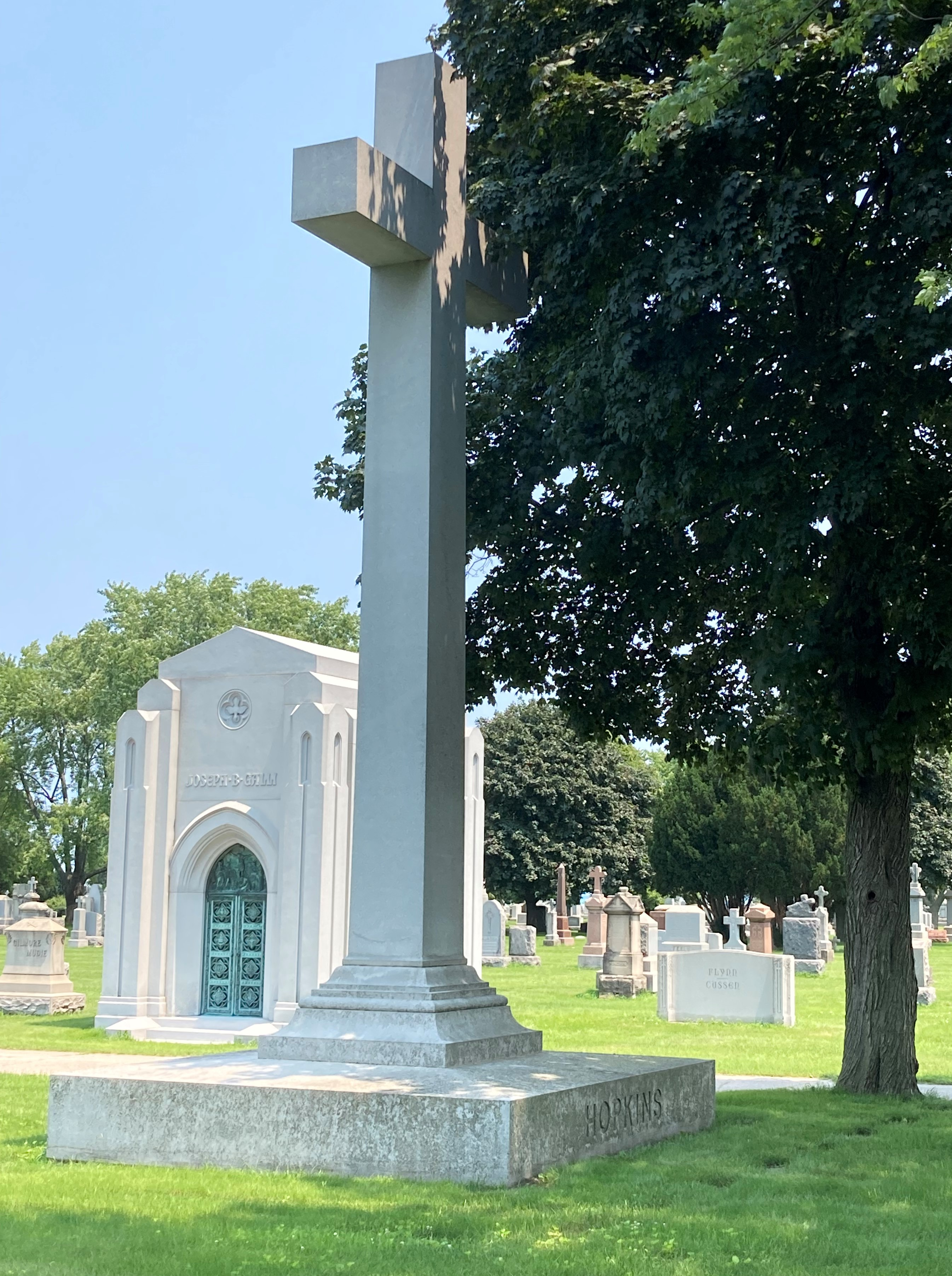
Tombe de John Patrick Hopkins au cimetière Calvary.

Hopkins est élu lors de l'élection spéciale du maire de Chicago en 1893, tenue après la nomination du maire Carter Harrison, Sr.
À 35 ans lorsqu'il prend ses fonctions, Hopkins est le plus jeune maire que la ville ait jamais eu,.
Son mandat est entaché par de nombreux scandales, critiques et lacunes. Cela comprend des incidents de corruption politique dans la ville, tels que le scandale de la compagnie du gaz Ogden et de l'implication du conseiller municipal Gray Wolves dans cette affaire, une réponse indécise de Hopkins face à la grève Pullman qui paralyse le réseau de chemin de fer de l'ouest de la région de Chicago, ce qui lui vaut d'être fortement critiqué par les médias républicains,. De plus, le détournement de quantités importantes de contributions financières à la campagne par Hopkins avait créé une importante polémique chez de nombreux membres du Parti démocrate de Chicago, y compris ceux qui appartenaient à la faction Harrison, une ancienne branche du parti.
Hopkins ne se représente pas lors de l'élection de maire de Chicago en 1895 et George Bell Swift lui succède.
Hopkins meurt de la grippe espagnole le 13 octobre 1918 à Chicago. Il est enterré au cimetière catholique de Calvary (Calvary Cemetery) à Evanston, une petite ville de banlieue située juste au nord de Chicago.

## Sources
- Grossman, James R., Ann Durkin Keating and Janice L. Reiff, editors. Encyclopedia of Chicago. University of Chicago Press, 2004.
- Influenza Kills John P. Hopkins, Former Mayor. Chicago Daily Tribune, October 14, 1918, p. 13.
- Thousands Pay Last Tribute to John P. Hopkins. Chicago Daily Tribune, October 17, 1918, p. 5.